# Polýstylo
Polýstylo (Polystylo) är en ort i Grekland.   Den ligger i prefekturen Nomós Kaválas och regionen Östra Makedonien och Thrakien, i den nordöstra delen av landet, 300 km norr om huvudstaden Aten. Polýstylo ligger 57 meter över havet och antalet invånare är 420.
Terrängen runt Polýstylo är kuperad åt nordost, men åt sydväst är den platt. Runt Polýstylo är det ganska tätbefolkat, med 199 invånare per kvadratkilometer. Närmaste större samhälle är Kavála, 8,3 km sydost om Polýstylo. Trakten runt Polýstylo består till största delen av jordbruksmark.